# Winfield Cup
 (mai 2021).
Si vous disposez d'ouvrages ou d'articles de référence ou si vous connaissez des sites web de qualité traitant du thème abordé ici, merci de compléter l'article en donnant les références utiles à sa vérifiabilité et en les liant à la section « Notes et références ».

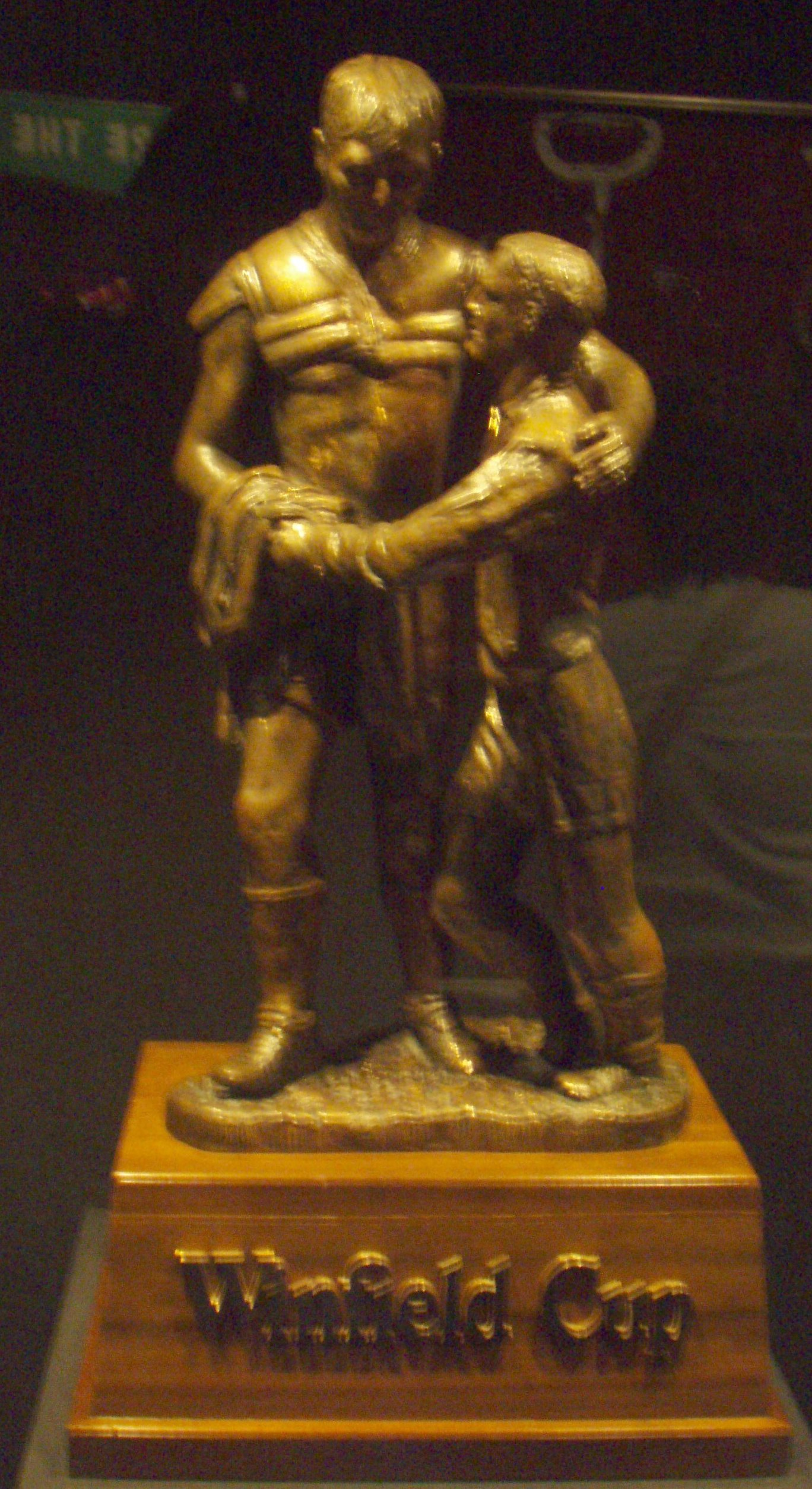
Le trophée représentant les gladiateurs

La Winfield Cup était un trophée australien de rugby à XIII qui récompensé le vainqueur de la finale du championnat de Nouvelle-Galles du Sud de 1982 à 1994, et le vainqueur de la finale de l'Australian Rugby League en 1995. En dépit de son nom, il s'agit d'un trophée et non d'une coupe.
Le trophée a été abandonné à la suite de l'interdiction par le gouvernement australien de la publicité pour le tabac dans le sport. Winfield n'est pas la première marque de cigarettes à sponsoriser le championnat de Nouvelle-Galles du Sud, de 1960 à 1981, la compétition de pré-saison était sponsorisée par W. D. & H. O. Wills.

## Les Gladiateurs
Le trophée était une reproduction en bronze de la célèbre photo appelée Les Gladiateurs (The Gladiators en anglais), qui voit Norm Provan, joueur de St. George et Arthur Summons, joueur de Western Suburbs, se faisant une accolade après la finale de 1963. Cette image est devenue le symbole de la camaraderie qui existe dans le rugby à XIII et le trophée de la NRL reprend un design similaire. La sculpture a été réalisée par le néo-zélandais Alan Ingham (1920 - 1994).